# Robert Powell

Robert Powell în rolul lui Iisus din Nazareth.

Robert Powell (n. 1 iunie 1944, Salford, Lancashire) este un actor englez de film și televiziune, probabil cel mai cunoscut pentru rolul său din Iisus din Nazareth (1977). Mai este cunoscut pentru interpretarea agentului secret ficțional Richard Hannay. Datorită vocii sale distinctive, a fost distribuit ca narator în numeroase reclame și documentare. El mai este cunoscut și pentru rolul lui Mark Williams din drama medicală de la BBC One, Holby City.

## Filmografie
- Robbery / Jaf - Peter Yates (1967)
- Walk a Crooked Path (1969)
- The Italian Job / Lovitură în stil italian - Peter Collinson(1969)
- Secrets (1971)
- Running Scared (1972)
- Asylum (1972)
- Shelley (1972, TV film)
- The Asphyx (1973)
- Mahler - Ken Russell(1974)
- Tommy (1975)
- Iisus din Nazareth / Iisus din Nazaret - Franco Zeffirelli(1977)
- The Four Feathers (1977)
- 1978 39 de trepte (The Thirty Nine Steps), regia Don Sharp
- Harlequin (1980)
- Jane Austen in Manhattan (1980)
- The Survivor (1981)
- Imperativ   - Krzysztof Zanussi, Premiu Veneția(1981)[6]
- The Jigsaw Man (1983)
- What Waits Below (1984)
- D'Annunzio (1985)
- Shaka Zulu (1986)
- Chunuk Bair (1992)
- Fantomcat (1995)
- Pride of Africa (1997)
- The Alchemist of Happiness (documentar) (2004) - vocea lui Al-Ghazali
- B-Mail (scurtă animație) (2006) - vocea Profesorului Roz

Serialul,, Crimele din Midsummer"